# バリバリBUDDY!
「バリバリBUDDY!」（バリバリバディ!）は、V6の39枚目のシングル。2012年2月15日にavex traxから発売された。

## 概要
前作から6ヶ月ぶりのリリース。初回限定バリバリ盤（CD+DVD）、初回限定ブリアナ盤（CD+DVD）、通常盤（CDのみ）の3形態。

## 収録曲

### CD
※「Hands UP! OK?」以降、通常盤のみ収録。
1. バリバリBUDDY! [3:00]
作詞・作曲：Tomoya Kinoshita
編曲：Masaya Suzuki
  - Coming Century出演 エバラ食品「黄金の味」CMソング
2. POISON PEACH [4:00]
作詞：Gota Nishidera（NONA REEVES）
作曲・編曲：corin.
  - TBS系『男のヘンサーチ!!』テーマソング
3. Hands UP! OK? [3:43]
作詞：Tomoya Kinoshita
作曲：Mathias Kallenberger・Andreas Berlin
編曲：Pitchline
4. 僕らの手のひら [4:34]
作詞：zopp
作曲：Kosuke Oba
編曲：Tomoki Ishizuka
5. バリバリBUDDY!（inst）
6. POISON PEACH（inst）
7. Hands UP! OK?（inst）
8. 僕らの手のひら（inst）

### DVD

#### 初回限定バリバリ盤
1. バリバリBUDDY! MUSIC VIDEO
2. バリバリBUDDY! みんなで踊ろう 振り付け Ver.
3. MUSIC VIDEO 裏側見せます 〜オモシロNG集〜

#### 初回限定ブリアナ盤
1. シークレットVuriana Night episode0 〜突撃クラブでお披露目編〜
2. Sexy.Honey.Bunny! Vuriana ver. MUSIC VIDEO 〜Sexy.Honey.Bunny! クラブRemix〜

## 収録アルバム
- 『Oh! My! Goodness!』（#1）
- 『SUPER Very best』（#1）